# Goody Goody
"Goody Goody" é o primeiro single do álbum True to Life, lançado pela cantora de freestyle e hip-hop Lisette Melendez em 1993.
A canção de tornou um moderado hit nos Estados Unidos, chegando a posição #53 na Billboard Hot 100. No Japão, embora tenha conseguido pouco sucesso na parada, ainda sim, tornou a cantora famosa no país, fazendo seu álbum chegou no Top 10 das paradas japonesas, chegando a posição #3.
O video clipe foi dirigido por Rosie Perez.

## Faixas
| N.º | Título                               | Duração |  |
| 1.  | "Goody Goody" (Radio Edit)           | 4:11    |  |
| 2.  | "Goody Goody" (Hip Hop Mix)          | 5:41    |  |
| 3.  | "Goody Goody" (Radio Edit (No Rap))  | 4:11    |  |
| 4.  | "Goody Goody" (LP Version)           | 5:14    |  |
| 5.  | "Goody Goody" (House Mix Radio Edit) | 4:30    |  |
| 6.  | "Goody Goody" (Mantecka Edit)        | 4:22    |  |

## Desempenho nas paradas musicais
| Parada musical (1993/1994)                          | Melhor posição |
| --------------------------------------------------- | -------------- |
| Estados Unidos (Billboard Hot 100)                  | 53             |
| Estados Unidos (Hot Dance Music/Club Play)          | 44             |
| Estados Unidos (Hot Dance Music/Maxi-Singles Sales) | 23             |
| Estados Unidos (Hot R&B/Hip-Hop Singles & Tracks)   | 95             |
| Estados Unidos (Rhythmic Top 40)                    | 16             |
| Japão (Oricon)                                      | 95             |